# Ove Magnusson (författare)
Ej att förväxla med Ove Magnusson (skådespelare) (1933–1996). Se även Ove Magnusson för fler med samma namn.
Sven Axel Ove Magnusson, född 5 juni 1927 i Kungsholms församling i Stockholm, död 17 mars 2002 i Katarina församling i Stockholm, var en svensk journalist och författare.
Ove Magnusson arbetade som journalist och som manusförfattare för radio och TV. Han skrev manus för TV-produktioner som Från A till Ö, Lösa förbindelser och Varuhuset.
Han var först gift 1954–1961 med journalisten Ingrid Ekeström (1926–2015) och därefter från 1962 till sin död med mottagningssköterskan Ulla Gustafsson (1937–2003). Han är far till bland andra Peter Ekeström (född 1958) som är programledare för TV-programmet Jaktliv.

## Filmografi i urval

### Som manusförfattare
- 1965 – Niklasons (TV-serie)
- 1968 – Estrad (TV-serie)
- 1974 – Från A till Ö (TV-serie)
- 1976 – Polare (TV-serie)
- 1979 – Makten och hederligheten
- 1985 – Lösa förbindelser (TV-serie)
- 1987 – Varuhuset (TV-serie)